# 川蔵線
川蔵線（せんぞうせん）は中華人民共和国の四川省成都とチベット自治区首府ラサを結ぶ中国国鉄の鉄道路線である。一部区間は開業している（成雅線）が、他の区間は計画・建設中である。

## 概要
中国鉄道部の全国鉄路網中長期計画調整方案による路線である。全長は1629kmで、そのうち四川省内は650km、成都～雅安間が複線になる他は単線で、全線が電化される。
設計速度は時速200kmで、成都からラサまでが8時間余りとなる予定である。
沿線は多年凍土であり、急峻な高山と渓谷が連続して地滑りなどの土砂災害も頻発し、また地震多発地帯で、鉄道の建設には極めて不利である。
ルートは成都・温江・蒲江・雅安・ダルツェド・リタン・バタン・ペユル・チャムド・パシュー・ポメ・ニンティ・ラサの予定である。このうち、成都西駅～雅安駅間はすでに成雅線として開通しているが、成都西駅～朝陽湖駅間は旅客専用のため、別途、成都へ貨物で乗り入れ可能な客貨両用路線を朝陽湖駅から成昆線の彭山駅まで建設する予定である。また、ニンティ・ラサ間も建設が進み、2021年に開通した。
ルートの大部分は国道318号と並行するが、マルカム県・ゾガン県は、深い渓谷が連続し、高低差が激しすぎるため、芒康山脈の北側のペユル県・チャムド県を迂回するルートが選定された。困難な地形状況下でも24‰による200km/hの運行を実現するため、雅安～ニンティ間は40km級のトンネルが１本、30km級のトンネルが4本、20km級のトンネルが10本、多数の10km級のトンネルの建設が予定されている。
計画工期は11年で総投資額は2500億元である。完成後は青蔵線に次ぐチベットから中国のほかの地域につなぐ第2の鉄道路線となる。
2020年には雅安市・ニンティ市間の建設の施工管理を担う川蔵鉄路有限公司が資本金2000億元で設立された。全線開通は2030年代を予定している。

## 歴史
- 2009年9月 - 成都西～朝陽湖間（成蒲線）が建設を開始した[4]。
- 2010年11月 - 朝陽湖～雅安間（成雅線）が建設を開始した。
- 2014年12月 - 協栄～ニンティ間（ラサ・ニンティ鉄道）が建設を開始した。
- 2018年12月28日 - 成都西～雅安間が、成雅線として開業した。[5]
- 2020年1月10日 - 川蔵線の雅安・ニンティ間を建設するため、川蔵鉄路有限公司が資本金2000億元で設立された。
- 2020年4月7日 - ラサ・ニンティ鉄道の全47トンネルが貫通した。[6]
- 2021年6月25日 - ラサ・ニンティ間開通[7]。

## 接続路線
- 成都西駅：成昆線、宝成線、成渝線、達成線
- ラサ駅：青蔵線

座標
- 成都西駅北緯30度41分16秒 東経103度58分36秒 / 北緯30.687858度 東経103.976728度
- 朝陽湖駅北緯30度10分06秒 東経103度26分37秒 / 北緯30.1684度 東経103.4437度
- 雅安駅北緯30度01分52秒 東経103度03分17秒 / 北緯30.031247度 東経103.054668度
- 協栄駅北緯29度23分29秒 東経90度54分58秒 / 北緯29.3914度 東経90.9161度
- 林芝駅北緯29度31分42秒 東経94度26分15秒 / 北緯29.5284度 東経94.4374度
- ラサ駅北緯29度37分30秒 東経91度04分07秒 / 北緯29.625度 東経91.068611度
- 康定市北緯29度59分56秒 東経101度57分25秒 / 北緯29.999度 東経101.957度
- ニンティ市北緯29度38分12秒 東経94度21分40秒 / 北緯29.636683度 東経94.361048度